# شرح فصول أبقراط
شرح فصول أبقراط (بالإنجليزية: Commentary on Hippocrates). أحد مؤلفات الطبيب والعالم الموسوعي العربي ابن النفيس (١٢١٣ - ١٢٨٨). يعلق ابن النفيس في كتابه هذا على مجموعة من رسائل الطبيب اليوناني أبقراط والتي ترجمت إلى اللغة العربية في بداية العصر العباسي، وفي الكتاب أيضًا نقد لبعض الأخطاء التي صدرت عن أبقراط وإضافات وشرح وتهذيب لرسائله. ترجم الكتاب لاحقًا إلى اللغة العبرية واللاتينية وأصبح من المصادر الأساسية التي تعرف من خلالها أطباء أوروبا على رسائل أبقراط. أما في العصر الحديث فقد طبع الكتاب باللغة الإنجليزية والعربية أكثر من مرة، وقد حققه يوسف زيدان ونشرته دار العلوم العربية في عام ١٩٨٨.

## رسائل أبقراط

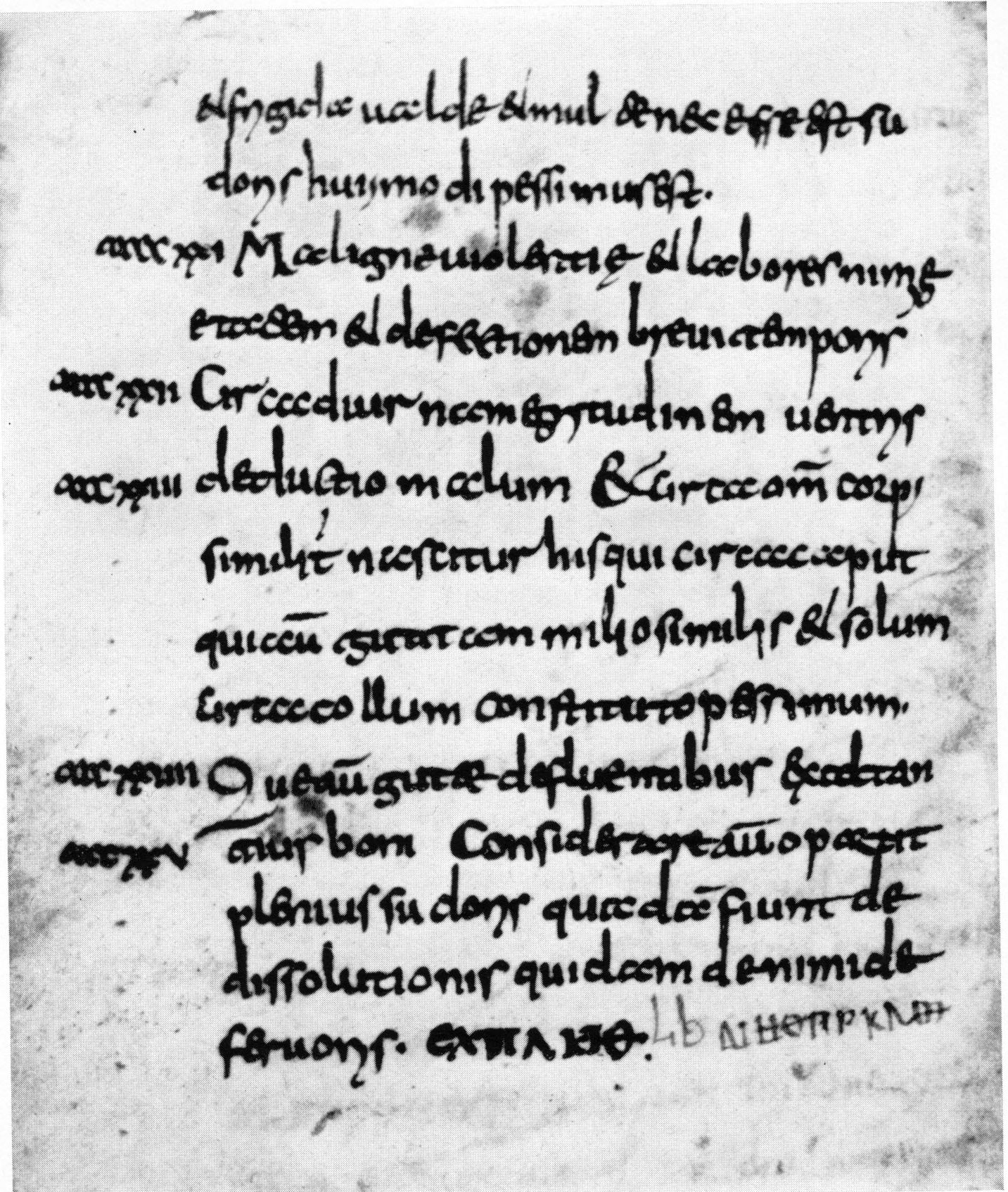
رسائل أبقراط

تعرف رسائل أبقراط في الطب باسم كوربوس أبقراط أو مجموع أعمال أبقراط، وقد بلغت حوالي سبعين رسالة، ولكن نسبتها كلها لأبقراط محل شك، فقد يكون بعضها من تأليف تلاميذه أو أطباء إغريق آخرين. هذه الأعمال مكتوبة باللغة اليونانية القديمة وقد جمعت في عصر الإسكندر الأكبر.
أهم هذه الرسائل هي:
- قسم أبقراط.
- الفصول.
- الأمراض الحادة.
- الأخلاط.
- الأهوية والمياه والبلدان.

## تفاصيل عن الكتاب
تتوفر نسخ متعددة للكتاب باللغات الإنجليزية والعبرية واللاتينية في مكتبات باريس وأكسفورد وبرلين وطهران، وتوجد نيخة محفوظة في آية صوفيا يعود تاريخها لسنة ٦٧٨ ه، بالإضافة لعدة مخطوطات عربية في مكتبات دمشق والقاهرة والإسكندرية.
تعتمد أغلب الطبعات العربية الموجودة حاليًا على النسخة التي حققها الباحث المصري يوسف زيدان ونشرتها دار العلوم العربية في عام ١٩٨٨. يتراوح عدد الصفحات في النسخة العربية بين ٢٥٠ - ٤٠٠ صفحة، وهو مقسم عمومًا لثلاثة أجزاء.
يبدأ ابن النفيس كتابه بمقدمة للتعريف بأبقراط ومنهجه في الطب، وبعد ذلك يقوم بنقل رسائله مع تعليقات موجزة عليها. ينتقد ابن النفيس أحيانًا بعض آراء أبقراط أو يعدل عليها أو يضيف لها، وفيما عدا ذلك فمعظم الكتاب هو شرح لرسائل أبقراط وتهذيب لها.

## لمحة عن المؤلف

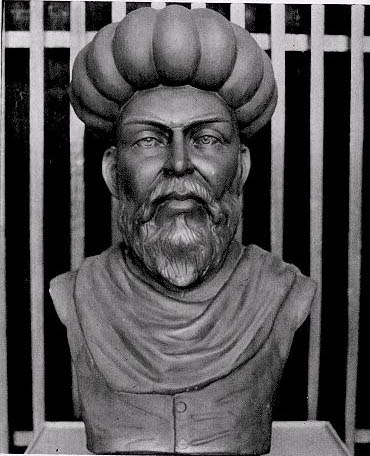
ابن النفيس

ابن النفيس طبيب وفبلسوف وعالم موسوعي عربي، ولد في دمشق عام ١٢١٣، وتوفي في القاهرة عام ١٢٨٨، له مؤلفات كثيرة في مجال الطب، من أهمها كتابه شرح تشريح القانون الذي وضع فيه أول تصور عن الدورة الدموية الصغرى، ومن كتبه أيضًا: الشامل في الصناعة الطبية، والموجز في الطب، والمهذب في الكحل المجرب، والمختار في الأغذية وغيرها الكثير، بالإضافة لرسائل وكتب أخرى في الفلسفة واللغة العربية وعلوم الدين، وقد أوردها جميعًا الباحث المصري يوسف زيدان في كتابه إعادة اكتشاف ابن النفيس.

## أهمية الكتاب وتأثيره
تأثر الأطباء العرب عمومًا بأفكار أبقراط ورسائله، وقد اعتبرت بمثابة المراجع الأساسية في الطب، إلى أن حل محلها كتاب القانون في الطب لابن سينا، وكتاب الحاوي لأبي بكر الرازي.
إن الأهمية الأساسية لكتاب شرح فصول أبقراط هي أن ابن النفيس قدم أفكار الطبيب اليوناني وطرق العلاج التي ابتدعها بأسلوب بسيط ومفهوم للأطباء العرب ومن بعدهم لأطباء أوروبا الذين انتقل لهم هذا الكتاب عن طريق الترجمة اللاتينية.